# AC Schnitzer
AC Schnitzer is een merk van de Duitse tuner KOHL automobile GmbH, gevestigd in Aken. Het bedrijf maakt onder eigen naam omgebouwde BMW-modellen. Daarnaast worden motorfietsen onder de naam Phoenix op de markt gebracht. In 2006 had de onderneming zo'n 500 medewerkers en een omzet van bijna EUR 150 miljoen.

## Modellen

### BMW
- AC Schnitzer ACS1
- AC Schnitzer ACS3
- AC Schnitzer ACS5
- AC Schnitzer ACS6
- AC Schnitzer ACS7
- AC Schnitzer ACS3 X3
- AC Schnitzer ACS5 Concept
- AC Schnitzer ACS4 Z4 (de gewone of de M-versie)

Concept cars:
- AC Schnitzer GP3.10
- AC Schnitzer Profile (op basis van de Z4)
- AC Schnitzer Tension (op basis van de M6)
- AC Schnitzer V8 Topster

### Mini
- AC Schnitzer Mini
- AC Schnitzer Mini Cabriolet Convertible (op basis van de Cooper Cabrio)
- AC Schnitzer Mini Cooper S (op basis van de Cooper S)
- AC Schnitzer Mini R56

## Noot
1. ↑  Gedeponeerde jaarrekening over 2006 van KOHL automobile Vertriebs GmbH, Elektronischer Bundesanzeiger, 11 januari 2008, Jahresabschluss zum 31. Dezember 2006